# Алёшина-Александрова, Тамара Григорьевна
Тамара Григорьевна Алёшина-Александрова (рум. Tamara Alioșina-Alexandrova; 19 июня 1928 — 24 декабря 1996) — советская, молдавская оперная певица (меццо-сопрано), педагог. Народная артистка СССР (1976).

## Биография
Тамара Алёшина-Александрова родилась 19 июня 1928 года в Харькове.
В 1958 году окончила Харьковскую консерваторию (ныне Харьковский национальный университет искусств имени И. П. Котляревского) по классу пения у Е. П. Петровой.
С 1958 года — солистка Молдавского театра оперы и балета (ныне Национальный театр оперы и балета Республики Молдова имени Марии Биешу) в Кишинёве. За годы работы в молдавской опере создала тридцать оперных партий.
Выступала в концертах. Гастролировала за рубежом.
С 1969 года преподавала пение в Государственном институте искусств им. Г. Музическу (ныне Академия музыки, театра и изобразительных искусств) в Кишинёве (с 1978 — заведующая кафедрой, с 1981 — доцент).
Член КПСС с 1967 года.
Умерла 24 декабря 1996 года в Кишинёве. Похоронена на Центральном (Армянском) кладбище. В том же году Михаил Тимофти поставил Театрализованный концерт "В память о Тамаре Алёшиной-Александровой (1928-1996)" в Национальный театр оперы и балета Республики Молдова

## Награды и звания
- Народная артистка Молдавской ССР (1967).
- Народная артистка СССР (1976).
- Орден Трудового Красного Знамени (1986).
- Орден «Знак Почёта» (1960)[3].
- Медали.

## Основные партии
- Любаша — «Царская невеста» Н. А. Римского-Корсакова
- Графиня и Полина — «Пиковая дама» П. И. Чайковского
- Кончаковна — «Князь Игорь» А. П. Бородина
- Амнерис — «Аида» Дж. Верди
- Азучена — «Трубадур» Дж. Верди
- Кармен — «Кармен» Ж. Бизе
- Комиссар — «Оптимистическая трагедия» А. Н. Холминов
- Роксанда — «Грозован» Д. Г. Гершфельда
- Кэтэлина — «Аурелия» Д. Г. Гершфельда
- Ольга — «Сердце Домники» (в новой редакции — «Героическая баллада») А. Г. Стырчи (1-е исполнение — 1960)
- Аксинья — «В бурю» Т. Н. Хренникова
- Дуэнья — «Обручение в монастыре» («Дуэнья») С. С. Прокофьева
- Принцесса де Буйон — «Адриана Лекуврёр» Ф. Чилеа
- Няня, Ольга и Ларина — «Евгений Онегин» П. И. Чайковского
- Княгиня — «Чародейка» П. И. Чайковского
- Матушка Кураж — «Маркитантка» («Матушка Кураж») С. А. Кортеса
- Амелфа — «Золотой петушок» Н. А. Римского-Корсакова
- Адальджиза — «Норма» В. Беллини
- Василуца — «Каса маре» («Красный угол» или «Гостиная») М. Р. Копытмана